# 志垣佳奈
志垣 佳奈（しがき かな、4月21日 - ）は、日本のフリーアナウンサー。フリーライターとしても活動している。

## 来歴
福岡県福岡市出身。筑紫女学園高等学校、西南学院大学文学部卒業。
1990年4月から1992年4月までNHK福岡放送局のラジオDJとリポーターを務めた。
1993年4月1日、同年10月の開局を控えていた大分朝日放送に入社し、同期の武本靖子、長田次郎、中村康人、原田多美子とともに同局のアナウンサーになる。
1997年4月に大分朝日放送を退社。再びNHK福岡放送局と契約し、1997年4月から2000年4月まで同局の契約キャスターを務めた。
2001年からはフリーで活動。

## 出演
データは、本人が局アナnet（下記外部リンク節を参照）で公開しているプロフィールからの参考。

### テレビ番組
- OABプライムニュース（大分朝日放送）
- ROCKET-TV（大分朝日放送）
- 西日本の旅（NHK福岡放送局）
- おっしょい!福岡（NHK福岡放送局） - キャスター
- よかもんTV（NHK福岡放送局） - 司会
- 佐賀ふるさと遺産（NHK佐賀放送局） - ナレーター

### ラジオ番組
- 谷村新司の青春キャンパス（KBCラジオ）
- PAO〜N ぼくらラジオ異星人（KBCラジオ）
- FMリクエストアワー（NHK福岡放送局）
- 夕べのひととき（NHK福岡放送局）
- モーニングチャージ765（DREAMS FM、2024年4月 - ）
- ハピネスワールド（DREAMS FM、2024年10月 - ）

### CM
- 日刊スポーツ
- ダイエー
- リョーユーパン